# Styela suluensis
Styela suluensis is een zakpijpensoort uit de familie van de Styelidae. De wetenschappelijke naam van de soort werd voor het eerst geldig gepubliceerd in 2003 door het echtpaar Claude en Françoise Monniot.